# کومو
کومو یک شهر و کمونی در لمباردی ایتالیا است.این شهر پایتخت اداری استان کومو می‌باشد.

## گردشگری
بدلیل نزدیکی به دریاچه کومو و کوه آلپ و وجود محل‌های هنری، کلیساها، باغ‌ها، موزه‌ها، تئاترها، پارک‌ها و کاخ‌ها، این شهر یک شهر گردشگری بحساب می‌آید.

## مشاهیر
کومو زادگاه بسیاری از چهره‌های سرشناس از جمله کائسیلیوس شاعر (تا حدودی دارای ابهام) که در یک صده پیش از میلاد، نام آن توسط کاتولوس برده شده است و چهره‌های سرشناس‌تر مانند پلینیوس، پلینی کوچکتر، اینوسنت یازدهم، آلساندرو ولتا دانشمند و بسیاری دیگر است.